# 8. септембар
8. септембар (8.9.) је 251. дан у години по грегоријанском календару (252. у преступној години). До краја године има још 114 дана.

## Догађаји
- 1331 — На државном сабору у Сврчину (Косово) архиепископ Данило II крунисао је 23-годишњег Душана Стефана Немањића за краља српских и поморских земаља.
- 1380 — Велики московски кнез Дмитриј Донски је у бици код Куликова потукао татарску војску. То је била прва победа Руса над Татарима који су у 13. веку загосподарили већим делом Русије.
- 1565 — Шпански досељеници основали су на Флориди, на месту данашњег Сент Огастин, прво европско насеље у Америци.
- 1664 — Предвођени пуковником Ричардом Николсом, Енглези су заузели холандско насеље на америчком континенту Нови Амстердам, названо потом Њујорк, у част војводе од Јорка, будућег енглеског краља Џејмса II.
- 1760 — У Седмогодишњем рату, који се из Европе проширио и на Северну Америку, Британци под командом Џефрија Амхерста поразили су Французе и заузели Монтреал.
- 1831 — Русија је угушила Новембарски устанак када је њена војска поразила устанике под командом Хенрика Дембињског у заузела Варшаву.
- 1856 — Мировним уговором у Паризу завршен је Кримски рат између Русије и Османског царства и њених савезника Велике Британије, Француске и Краљевине Сардиније.
- 1900 — Ураган је у тексашком граду Галвестон разрушио више од 2.500 кућа, а погинуло је најмање 8.000 људи.
- 1934 — Путнички брод Моро Касл изгорео је 1934. на обали Њу Џерзија на свом путовању до Њујорка из Хаване на Куби при којом приликом је погинуло 137 путника.
- 1926 — Друштво народа је једногласно примило Немачку у чланство.
- 1941 — Немци су у Другом светском рату почели опсаду Лењинграда и одсекли га од остатка земље.
- 1943 — Објављена је безусловна капитулација Италије у Другом светском рату.
- 1944 — Прва немачка ракета V-2 испаљена из Хага, у Другом светском рату пала је на Лондон.
- 1951 — У Сан Франциску је потписан мировни уговор између Јапана и 49 земаља којим су Јапану одузете све територије освојене за последњих 80 година.
- 1954 — У Манили су САД, Филипини, Аустралија, Нови Зеланд, Тајланд, Пакистан, Уједињено Краљевство и Француска, основали СЕАТО пакт, замишљен као карика у америчкој глобалној стратегији окруживања Совјетског Савеза. Престанком Хладног рата тај пакт је изгубио значај.
- 1995 — Министри иностраних послова СР Југославије, Хрватске и Босне и Херцеговине прихватили су у Женеви мировни план за Босну, што је био увод у окончање најтежег сукоба на тлу Европе од Другог светског рата.
- 1997 — Најмање 150 људи погинуло је у близини западне обале Хаитија кад је потонуо претрпани ферибот „La Fierte Gonavienne“ (Понос Гонаве) који је пловио ка острву Гонава.
- 1999 — У експлозији подметнуте бомбе у стамбеној згради у Москви погинуле су 94 особе. У серији експлозија које су уследиле наредних дана у више градова у Русији погинуло је око 300 људи.
- 2001 — Преко хиљаду људи, укључујући и Нелсона Манделу, окупило се на сахрани оца јужноафричког председника Табоа Мбекија. Гован Мбеки (91) је сахрањен међу обичним људима.
- 2002 — На светском првенству у кошарци у Индијанаполису (САД) Југославија је по други пут постала првак света.

## Рођења
- 1779 — Мустафа IV, султан Османског царства (1807—1808). (прем. 1808)
- 1830 — Фредерик Мистрал, француски књижевник и филолог, добитник Нобелове награде за књижевност (1904). (прем. 1914)
- 1841 — Антоњин Дворжак, чешки композитор. (прем. 1904)
- 1878 — Алфред Жари, француски драматург и књижевник. (прем. 1907).
- 1904 — Григорије Самојлов, руско-српски архитекта и сликар. (прем. 1989)
- 1910 — Жан Луј Баро, француски глумац, редитељ и пантомимичар. (прем. 1994)
- 1925 — Питер Селерс, енглески глумац, комичар и певач. (прем. 1980)
- 1932 — Петси Клајн, америчка певачица. (прем. 1963)
- 1941 — Берни Сандерс, амерички политичар.[1]
- 1942 — Желимир Жилник, српски редитељ и сценариста.
- 1944 — Дејан Бекић, српски фудбалер. (прем. 1967)
- 1947 — Бенџамин Ор, амерички музичар, најпознатији као суоснивач, басиста и певач групе The Cars. (прем. 2000)
- 1962 — Томас Кречман, немачки глумац.
- 1966 — Карола Хегквист, шведска музичарка.
- 1969 — Гари Спид, велшки фудбалер и фудбалски тренер. (прем. 2011)
- 1970 — Димитрис Итудис, грчки кошаркашки тренер.
- 1971 — Дејвид Аркет, амерички глумац, редитељ, сценариста, продуцент, модни дизајнер и рвач.
- 1971 — Мартин Фриман, енглески глумац.
- 1975 — Јелена Лиховцева, руска тенисерка.
- 1979 — Пинк, америчка музичарка и глумица.
- 1984 — Радован Вујовић, српски глумац.
- 1986 — Жоао Мотињо, португалски фудбалер.
- 1987 — Дерик Браун, амерички кошаркаш.
- 1987 — Виз Калифа, амерички музичар и глумац.
- 1988 — Исмаел Беко Фофана, фудбалер из Обале Слоноваче.
- 1989 — Авичи, шведски музичар, ди-џеј и музички продуцент. (прем. 2018)
- 1990 — Метју Делаведова, аустралијски кошаркаш.
- 1994 — Гајас Захид, норвешки фудбалер.
- 1994 — Ћамила Мичијевић, хрватска рукометашица.
- 1994 — Бруно Фернандес, португалски фудбалер.[2]

## Смрти
- 780 — Лав IV Хазар, византијски цар.
- 1645 — Франсиско Гомес де Кеведо и Виљегас, шпански писац.
- 1933 — Фејсал I од Ирака, први ирачки краљ
- 1949 — Рихард Штраус, немачки композитор и диригент.
- 1994 — Цата Дујшин-Рибар, хрватска сликарка, рестауратор слика и песникиња. (рођ. 1897)[3]
- 2015 — Мирослав Јосић Вишњић, српски књижевник. (рођ. 1946)[4]
- 2017 — Љубиша Самарџић, југословенски и српски глумац, редитељ и продуцент.
- 2019 — Далибор Андонов Гру српски репер и авантуриста.
- 2022 — Елизабета II, британски монарх и врховни поглавар Цркве Енглеске (рођ. 1926)

## Празници и дани сећања
- Међународни празници
  - Међународни дан писмености
- 1731 — Бачки епископ Висарион Павловић отворио је у Новом Саду латинско-словенску школу, која је имала ранг ниже реалне гимназије. Школа је знатно допринела формирању првих нараштаја српске грађанске интелигенције у Војводини.
- 1991 — Македонци су се на референдуму изјаснили за суверену Републику Македонију, чиме је Македонија постала трећа од шест република СФР Југославије која је изабрала самосталност.